# Native API
Native API 是 Windows NT 操作系统中的一类 API，由 ntdll.dll 提供。Native API 通常由系统内部使用，例如被 kernel32.dll 用来实现 Windows API。不像 Windows API 有详尽的文档，大多数的 Native API 都没有文档。

## 类别
Native API 中包含了有限的 C 标准运行时函数，例如 sprintf、strcmp 等；其它的都有几个字母的前缀来区分它们的类别，这些是：
- Nt 或 Zw ， Windows NT 系统调用，在 NT 内核（ntoskrnl.exe）中实现，由 ntdll.dll 包装成为 C 函数；
- Rtl ， 直接在 ntdll.dll 中实现的一些函数；
- Csr ， 用于普通 Win32 子系统程序与 csrss.exe 通信；
- Dbg ， 一些调试用函数，例如设置断点等；
- Ki ， 一些来自内核的反系统调用；
- Ldr ， 用于动态载入 DLL；
- Nls ， 用于原生语言支持（类似于代码页）
- Pfx ， 用于前缀处理